# Salustiano Santos Pérez
Salustiano Santos Pérez   (Nerva, 22 d'abril de 1916 - Sevilla, 10 de desembre de 1995) fou un futbolista andalús de la dècada de 1940.
Jugava a la posició d'extrem esquerre.
Va començar a jugar a l'amateur del Reial Betis, abans de fitxar pel seu rival ciutadà, el Sevilla FC. Debutà amb el Sevilla FC a primera divisió amb 20 anys.
El 1943 fitxà amb el València CF, com a substitut de Guillermo Gorostiza, però Gorostiza no es retirà i Salustiano acabà marxant per la falta de minuts. La temporada següent ingressà al RCD Espanyol, però en dues temporades gairebé no jugà.
La temporada 1946-47 fitxà pel Reial Betis, a segona divisió.